# Anurophorus unguiculus
Anurophorus unguiculus är en urinsektsart som beskrevs av Bagnall 1940. Anurophorus unguiculus ingår i släktet Anurophorus och familjen Isotomidae. Inga underarter finns listade i Catalogue of Life.